# Chenopodium preissii
Chenopodium preissii är en amarantväxtart som först beskrevs av Horace Bénédict Alfred Moquin-Tandon, och fick sitt nu gällande namn av Friedrich Ludwig Diels. Chenopodium preissii ingår i släktet ogräsmållor, och familjen amarantväxter. Utöver nominatformen finns också underarten C. p. obovatum.